# Białka NB-LRR
Białka NB-LRR – białka roślinne nadające podporność na różne patogeny, w tym grzyby, bakterie i wirusy. Składają się z dwóch domen: NB (ang. nucleotide-binding), domeny wiążącej nukleotydy, oraz LRR (ang. leucine-rich repeat), powtórzenia bogate w leucynę. Pomiędzy nimi znajduje się domena APAF1, kodująca apoptotyczny czynnik aktywujący proteazy 1 i białka homologiczne śmierci komórki 4 (CED4, ang. cell death protein 4). Wiele białek NB-LRR zawiera domenę N-końcową TIR, związaną z wewnątrzkomórkową domeną sygnalizacyjną zwierzęcych receptorów Toll10. Druga powszechna klasa białek NB-LRR zawiera domenę N-końcową z domeną zwiniętej cewki (CC, ang. coiled-coil). Białka tej klasy są określane jako białka CCNB-LRR. 
Białka NB-LRR rozpoznają szeroką gamę białek Avr. Chociaż rozpoznawane patogeny są różnorodne, to odpowiedź inicjowana po aktywacji NB-LRR jest jednorodna. Odporność zależna od NB-LRR ma wiele składników odporności podstawowej, ale często towarzyszy jej zaprogramowana śmierć komórki w miejscu zakażenia, określana jako reakcja nadwrażliwości (HR, ang. hypersensitive response). Skuteczność odporności, w której pośredniczy NB-LRR, nie ogranicza się do początkowo rozpoznanej klasy patogenów, ale może rozciągać się na całe królestwa. Uważa się, że wykrywanie specyficznych patogenów jest wynikiem połączonego działania domen N-końcowych i LRR, jednak pochodzenie inicjacji sygnału NB-LRR pozostaje niejasne.